# Francisco Javier Fernández Vallina
Francisco Javier Fernández Vallina (Sama de Langreo, 27 de mayo de 1951) es un académico y político español que ha desempeñado su labor docente en la Universidad Complutense de Madrid, donde ha sido director del Departamento de Estudios Hebreos y Arameos y miembro del Instituto Universitario de Ciencias de las Religiones.

## Biografía

### Carrera académica
Tras estudiar la licenciatura de filosofía, se doctoró en Filología Hebrea por la Universidad Complutense de Madrid (1980), con una tesis sobre el Targum de Job, dirigida por Alejandro Díez-Macho. Ha sido director del Departamento de Estudios Hebreos y Arameos, actualmente Departamento de Lingüística, Estudios Árabes, Hebreos y de Asia Oriental, y miembro del Instituto Universitario de Ciencias de las Religiones.
Sus líneas de investigación e intereses académicos han englobado un amplio número de temáticas, particularmente la hermenéutica, historia e interpretación del texto bíblico, el pensamiento judío en la modernidad y las dinámicas sociorreligiosas de la contemporaneidad, así como las diferentes dimensiones racionalidad simbólica, que entronca con la tradición crítica con la modernidad y su primacía de la racionalidad instrumental de la Escuela de Frankfurt ha ocupado particularmente su reflexión.

### Trayectoria política
Junto a su trayectoria académica, Francisco Javier Fernández Vallina ha ocupado diferentes cargos de responsabilidad pública con el Partido Socialista Obrero Español (PSOE), siendo jefe de gabinete del ministro de Presidencia Alfredo Pérez Rubalcaba entre 1993 y 1996, y consejero de Educación y Cultura del Principado de Asturias entre 1999 y 2003.

## Premios y reconocimientos
- Premio Mircea Eliade de la Sociedad Chilena de Ciencias de las Religiones (2017).[8]